# Jacqueline Cator
Jacqueline Cator (Parigi, 8 novembre 1934 – Parigi, 3 agosto 2021) è stata una cestista francese.

## Carriera
Con la Francia ha disputato i Campionati del mondo del 1964 e tre edizioni dei Campionati europei (1956, 1962, 1966).